# Список святых, канонизированных папой римским Пием XI
Список святых, канонизированных римским папой Пием XI во время его понтификата с 1922 по 1939 год. За семнадцать лет папа канонизировал 34 святых, в том числе группу из восьми Канадских мучеников.

## Комментарии
1. 1 2 3 4 5 6 7 8  В группе Канадских мучеников.